# Fenomenalismo
Fenomenalismo é a visão de que objetos físicos não existem como coisas em si, mas só como fenômenos perceptivos ou estímulos sensórios (vermelhidão, dureza, maciez, doçura etc.) situados no tempo e no espaço. O termo deriva do adjectivo fenomenal, e não do substantivo fenómeno. Trata-se de uma posição que defende que tudo tem o carácter de fenómeno.
Tendemos a pressupor que as outras coisas, por exemplo os objectos materiais, existem para lá destes dados imediatos. Pontos de vista fenomelistas, como os que foram propostos por Carnap e Alfred Jules Ayer, as nossas crenças e afirmações sobre as coisas só podem fazer sentido se forem redutíveis a crenças ou afirmações sobre os dados sensíveis.
John Stuart Mill havia sugerido uma análise de conceito de objecto material como o conceito de uma possibilidade permanente de experiências sensíveis. Isto implica que crenças e afirmações sobre objectos materiais podem ser reduzidas a crenças e afirmações em termos de dados sensíveis, de tal modo que a tese de Mill pode também ser apropriadamente descrita como fenomenalista.
Em versões mais recentes do fenomenalismo, todas as afirmações sobre coisas ou estados de coisas são em última análise redutíveis a afirmações sobre experiências sensíveis efectivas ou possíveis. Alguns autores, contudo, propuseram o fenomenalismo não como uma teoria geral do conhecimento, mas apenas como teoria do conhecimento científico. 